# Pendentif (groupe)
Pour les articles homonymes, voir Pendentif.
Pendentif est un groupe de musique français, originaire de Bordeaux, en Gironde.

## Biographie
Le groupe est formé en 2009 à Bordeaux, en Gironde. En septembre 2010, Pendentif figure parmi les 20 finalistes du concours « CQFD » organisé par le magazine Les Inrockuptibles. Le groupe auto-produit son premier EP 4-titres en mars 2011. Ils font partie des lauréats du tremplin « SFR jeunes talents » et se produisent aux Francofolies de La Rochelle. Ils jouent également sur la scène du Printemps de Bourges dédiée aux découvertes. En 2012, Pendentif sort le single Jerricane et est sélectionné par la revue Magic parmi les « espoirs » de l'année. En 2013, Pendentif signe avec le label indépendant Discograph. À l'occasion du Disquaire Day, sort un EP vinyle en édition limitée. Ils sont lauréats de la sélection FAIR.
Leur premier album, Mafia douce, enregistré avec l'ingénieur du son Antoine Gaillet, est édité en septembre 2013,. Le groupe effectue une tournée en France et se produit notamment à La Maroquinerie. Ils jouent également au Québec dans le cadre du festival Coup de cœur francophone. En 2014, Pendentif annonce une nouvelle série de concerts en France et à l'étranger. En juillet 2014, Cindy Callède quitte le groupe, et est remplacée par Julia Jean-Baptiste. Pendentif commence à travailler sur son deuxième album et termine sa tournée Mafia douce en novembre 2014 par une série de concerts au Royaume-Uni et Espagne.
En 2015, Pendentif entame la composition de son deuxième album, et s'envole au printemps pour une tournée en Chine, et une autre en Europe de l'Est (Albanie et Kosovo). En 2016 et 2017, le groupe produit son deuxième album à Bordeaux avec Thomas Brière, ancien membre du groupe, et signe sur le label PIAS. Pendentif réalise aussi des musiques de publicités pour la marque Nina Ricci et pour l'application de rencontre Tinder. En février 2018, après avoir signé sur le label PIAS, Pendentif sort son deuxième album Vertige exhaussé,. L'album est enregistré et produit en 2017 pendant plusieurs mois à Bordeaux, par Thomas Brière, ancien membre du groupe, et Benoit Lambin et Mathieu Vincent, les deux compositeurs. Plus contemplatif, synthétique et sensuel que son prédécesseur, les textes, signés Benoit Lambin, sont inspirés de lieux géographiques. L'album est très bien accueilli par les médias, à l'exemple de L'Humanité qui estime les titres « planants et dansants » et développant une « pop tout en douceur, aux ambiances poétiques ». Pendentif réalise une tournée d'une trentaine de concerts en 2018 dont La Maroquinerie (Paris), l'iBoat (Bordeaux), l'UBU (Rennes), Le Grand Mix (Lille), La Laiterie (Strasbourg), le Printemps de Bourges, le festival We Love Green (Paris) et bien d'autres.
En 2019 et 2020, les trois « producteurs » du groupe (Benoit Lambin, Mathieu Vincent et Thomas Brière) composent des titres en vue du troisième album.

## Style musical et paroles
Depuis ses débuts, le groupe tire son inspiration d'artistes francophones comme Serge Gainsbourg, Taxi Girl et Étienne Daho et choisit de chanter en français.
Musicalement, les influences sont aussi du côté de la pop moderne anglo-saxonne : The Drums, LCD Soundsystem, Chromatics, Toro Y Moi, Blood Orange, et Saint-Étienne, entre autres[réf. nécessaire].

## Discographie

### EP
- 2011 : Pendentif (45 tours) (La Bulle Sonore)
- 2013 : Embrasse-moi / Jerricane (Discograph)